# Premio David
El Premio David es el concurso literario más importante de Cuba para autores noveles, patrocinado por la Unión de Escritores y Artistas de Cuba (UNEAC). Instituido en 1967 en La Habana, se otorga en diferentes categorías (al comienzo, solo en poesía y cuento; más tarde en teatro y, por último, en ciencia ficción (de 1979 a 1990, luego retomado en 2015) y ensayo), para promover escritores cubanos residentes en el país que no tienen publicado libro alguno. Las obras galardonadas son editadas y publicadas por Ediciones Unión, una casa editorial asociada a la UNEAC.

## Premio David de Cuento
Se inició en el año 1967

### Listado de premiados en cuento
- 1967: El iniciado, de Luis M. Sáez
- 1968: La guerra tuvo seis nombres, de Eduardo Heras León
- 1977: Tiempo de hombres, de Miguel Mejides
- 1979: El niño aquel, de Senel Paz
- 1984: Con tus palabras, de Reinaldo Montero
- 1986: Se permuta esta casa, de Guillermo Vidal
- 1987: La noche de un día difícil, de Sergio Cevedo Sosa
- 1988: El mago del futuro, de María Felicia Vera
- 1990: Alguien se va lamiendo todo, de Ronaldo Menéndez
- 1994: Anhedonia, de Mylene Fernández Pintado
- 1995: Lapsus calami, de Jorge Ángel Pérez
- 1997: Bad painting, de Ana Lidia Vega Serova
- 1999: Últimas fotos de mamá desnuda, de Rafael Pérez Chang
- 2000: Los moros de la perla, de Souleen Dell Amico Ciruta
- 2001: El mundo silencioso, de Iván Darías Alfonso
- 2002: Cable a tierra, de Mariela Varona
- 2004: Inventario, de Ahmel Echevarría
- 2005: Naúfragos, de Luis Alfredo Vaillant Rebollar
- 2013: Nakara, de Nguyen Peña Puig

## Premio David de Poesía
Se inició en el año 1967

### Listado de premiados en Poesía
- 1967: ex aequo Casa que no existía, de Lina de Feria, y Cabeza de zanahoria, de Luis Rogelio Nogueras
- 1968: Lenguaje de mudos, de Delfín Prats
- 1975: Las puertas y los pasos, de Luis Lorente
- 1979: La aguja en el pajar, de Marilyn Bobes
- 1981: Cayama, de Víctor Rodríguez Núñez
- 1986: El segundo aire, de Carlos Augusto Alfonso
- 1987: Todas las jaurías del rey, Alberto Rodríguez Tosca; Cuarto alquilado, Alfonso Quiñones (Premio Especial XX Aniversario Concurso David)
- 1991: Salvado por la danza, de Jesús David Curbelo
- 1997: Mercados verdaderos, de Ismael González Castañer
- 1998: Eclipse o el precio de la luz, de Rafael Amador Díaz Pérez
- 2000: Ceremonia del tacto, de Julia Cabalé
- 2005: Cántico de las islas penúltimas, de Michel Trujillo González[1]
- 2006: Los malos inquilinos, Oscar Cruz Pérez
- 2007: Del diario de Eva y otras prehistorias, de Yanelys Encinosa Cabrera
- 2008: Huecos de araña de Jamila Medina Ríos
- 2009: Matrioshkas, de Karel Bofill Bahamonde
- 2012: Examen de los institutos civiles, de Javier L. Mora
- 2013: Posdatas, de Leandro Báez Blanco
- 2014: Mecanismos para (des)habilitar la tristeza, de Alessandra Santiesteban
- 2015: Historia Clínica, de Grisel Echevarría. Menciones:  Palomitas Company, de Marta Acosta y Todos los predios, de Yunier Mena
- 2016: Piedra transida, de Ediel Pérez Noguera.
- 2017: Días de hormiga, de Marta Luisa Hernández Cadenas (Martica Minipunto). Primera Mención: Al borde del camino, de Aida Elizabeth Montero. Menciones: Trama compacta, de Nelson Hernández Hernández; Tropismo, de Daniel Duarte de la Vega; Mestiza: jugando a escribir poesía, de Darcy Rodrigo; Dejar caer el martillo, de Javier Peña Díaz.
- 2018: Secuencia de baile popular, de Yenys Laura Prieto. Menciones: Trama Compacta, de Enzo Hernández Hernández y Las transiciones, de  Daniel Duarte de la Vega.
- 2019: Criogenia, de Giselle Lucía Navarro Delgado. Menciones: Trama Compacta, de Enzo Hernández Hernández y Me atreveré a pedir otro deseo, de Osmary Reyes García.
- 2021: Reconstrucción de matrices progresivas, de Ana G. Ramos.[2] Menciones: Dios era el susto de mi pieza cerrada, de Jeiny Álvarez y Poemario no. 1, de Carlos Alejandro Mitjan[3]

## Premio David de Ciencia Ficción
Por primera vez se otorgó en 1979 con el objetivo de estimular la creación de escritores interesados en este género y se podía competir con novela o libro de cuentos. Al principio se celebró anualmente; a partir de 1984 fue bienal y su última convocatoria se realizó en 1990. El premio, después de 25 años de inactividad, fue retomado en el año 2015. 
Aunque el concurso impulsó notablemente el desarrollo del género en la isla caribeña, otorgándole una visibilidad que nunca antes había tenido, no todos los autores premiados continuaron escribiendo. Después de que cesara la convocatoria a esta categoría, algunos de los autores premiados abandonaron la ciencia ficción, aunque han seguido publicando otros géneros literarios. De cualquier manera, los premios otorgados durante la década del concurso continúan siendo un punto de referencia ineludible para el estudio de la ciencia ficción cubana. 

### Galardonados en Ciencia Ficción
- 1979: Los mundos que amo (cuentos, 1980, versión fotonovela en 1982), Daína Chaviano.
- 1980: Espiral (novela, 1982, reedición por Letras Cubanas, 2015), Agustín de Rojas.
- 1981: Beatrice (noveleta, 1982), Félix Lizárraga.
- 1982: La nevada (novela, 1985), Gabriel Céspedes Borrell
- 1983: Eilder (novela, 1987), Luis Alberto Soto Portuondo.
- 1984: Amor más acá de las estrellas (novela, 1987), Rafael Morante.
- 1986: Más allá del sol (cuentos, 1987), Eduardo Frank Rodríguez
- 1988: ex aequo El mago del futuro (cuentos, 1989) María Felicia Vera (n. 1962), y Timshel (cuentos, 1989), Yoss
- 1990: La poza del ángel (cuentos, 1994, en colección Pinos Nuevos), Gina Picart Baluja.
- 2015: Nade (novela, 2016) Malena Salazar Maciá
- 2017: Lo mejor es soñar (cuentos) Raúl Piad Ríos.
- 2021: Las azules colinas de Europa (cuentos) Nathaly Hernández Chávez. Mención: I love human (cuentos) Javier Pérez Rizo.[4]